# Hans-Joachim von Albert
Hans-Joachim von Albert (* 12. August 1927 in Berlin; † 11. November 2017) war ein deutscher Jurist.

## Werdegang
Vom 7. August 1978 bis 31. August 1989 war er Richter am Bundesgerichtshof. Zuvor war er als Richter am Bundespatentgericht tätig.
Von Albert war beim Bundesgerichtshof Mitglied des seinerzeit hauptsächlich für das Patentrecht zuständigen X. Zivilsenats des BGH.